# Оллерсдорф-ім-Бургенланд
Оллерсдорф-ім-Бургенланд (нім. Ollersdorf im Burgenland) — місто та громада на сході Австрії в окрузі Гюссінг у федеральній землі Бургенланд.

## Історія
Оллерсдорф вперше згадується в документі 1333 року, але під іншою назвою. З 1400 по 1600 роки зустрічаються назви «Араанд», «Аран», «Арад», але переважно «Аранд». З 1609 року місцевість отримала свою теперішню назву Оллерсдорф. Розмовна форма - "Ullisdorf" або "Ullaschdoaf".
Через понад 200 років (близько 1549 року) угорський граф Франц Баттяні володів у цьому районі вісьмома дворами та млином. На початку XVII століття поселення знищили гайдуки. Воно лежало східніше від теперішнього поселення. У 1609 році містечко було відновлено, а в 1760 році було побудовано школу. У середині 19 століття, в 1862 році, володіння графа Баттіані в Оллерсдорфі були викуплені муніципалітетом.
Як і весь Бургенланд, місто належало Угорщині до 1920/21 років. З 1898 року через політику мадяризації використовувався угорський топонім Barátfalva. Після завершення Першої світової війни після напружених переговорів Західна Угорщина була передана Австрії згідно з Сен-Жерменським і Тріанонським договорами.
Під час Другої світової війни (1939-1945) Оллерсдорф був прифронтовим районом. Підірвали міст, згоріло сім будинків, загинуло кілька місцевих жителів. Після війни з 1945 по 1955 роки містечко знаходила в радянській зоні окупації.